# Рыжевка (Курская область)
Рыжевка (фонетически — Рыжёвка) — деревня в Рыльском районе Курской области. Входит в состав Крупецкого сельсовета.

## География
Деревня находится на реке Обеста, в 130 км западнее Курска, в 26 км западнее районного центра — города Рыльск, в 2 км от центра сельсовета  — села Крупец.
Климат
Рыжевка, как и весь район, расположена в поясе умеренно континентального климата с тёплым летом и относительно тёплой зимой (Dfb в классификации Кёппена).

## Население
| 2002 | 2010 |
| ---- | ---- |
| 490  | ↘350 |

## Инфраструктура
Личное подсобное хозяйство. В деревне 237 домов.

## Транспорт
Рыжевка находится в 0,8 км от автодороги регионального значения 38К-017 (Курск — Льгов — Рыльск — граница с Украиной), на автодороге межмуниципального значения 38Н-369 (38К-017 — Рыжевка), в 5,5 км от ближайшей ж/д станции Крупец (линия Хутор-Михайловский — Ворожба).
В 192 км от аэропорта имени В. Г. Шухова (недалеко от Белгорода).